# Atherstone Town F.C.

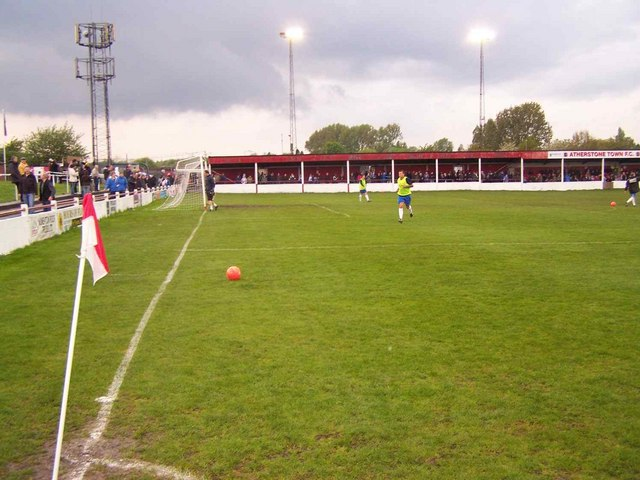
Sheepy Road vào năm 2009

Atherstone Town là một câu lạc bộ bóng đá có trụ sở tại Atherstone, Warwickshire, Anh. Câu lạc bộ hiện thi đấu ở Midland League Premier Division và có sân nhà tại Sheepy Road.

## Danh hiệu
- Midland Alliance
  - Nhà vô địch mùa giải 2007–08
- West Midlands (Regional) League
  - Nhà vô địch Premier Division mùa giải 1986–87
  - Nhà vô địch Division One mùa giải 1981–82
- Midland Combination
  - Nhà vô địch Premier Division mùa giải 2005–06
  - Nhà vô địch Division One mùa giải 2004–05
  - Nhà vô địch League Cup mùa giải 2005–06
  - Nhà vô địch President's Cup mùa giải 2004–05
- Birmingham Combination
  - Nhà vô địch mùa giải 1947–48
- Birmingham Senior Cup
  - Nhà vô địch các mùa giải 1947–48, 1974–75
- Walsall Senior Cup
  - Nhà vô địch các mùa giải 1969–70, 1983–84

## Thành tích
- Thành tích tốt nhất tại FA Cup: Vòng hai mùa giải 1990–91[1]
- Thành tích tốt nhất tại FA Amateur Cup: Bán kết các mùa giải 1907–08, 1908–09[2]
- Thành tích tốt nhất tại FA Trophy: Vòng ba các mùa giải 1975–76, 1977–78[2]
- Thành tích tốt nhất tại FA Vase: Tứ kết các mùa giải 1982–83, 2019–20[1]